# Industrie alimentaire en Azerbaïdjan
L’industrie alimentaire en Azerbaïdjan est une branche industrielle qui traite, prépare, conserve et emballe les matières premières agricoles selon des méthodes appropriées dans le pays. Les principaux produits de l'industrie alimentaire sont le vin, les conserves, le tabac et les eaux minérales.

## Marché des boissons
L'Azerbaïdjan est célèbre pour la grenade. Le jus de grenade Grante de l'usine Goytchay AzNAR a reçu trois médailles d'or lors du 16ème salon international des produits alimentaires "Prodexpo 2009".

## Industrie de la conserve
Le pays répond à ses besoins domestiques en transformation de fruits et légumes, et certains de ses produits sont exportés vers les pays de la CEI et l'Europe. La conserverie de Gouba-Khatchmaz, les conserveries de Gouba, Gousar et Khoudat sont populaires pour la production de conserve.
Les grands producteurs de cette région sont Azersun Holding et la conserverie Gilan Holding.